# Celal Atik
Celal Atik (Turquía, 1920-Ankara, 27 de abril de 1979) fue un deportista turco especialista en lucha libre olímpica donde llegó a ser campeón olímpico en Londres 1948.

## Carrera deportiva
En los Juegos Olímpicos de 1948 celebrados en Londres ganó la medalla de oro en lucha libre olímpica estilo peso ligero, por delante del luchador sueco Gösta Frändfors (plata) y del suizo Hermann Baumann (bronce).